# Albert Danner
Albert Danner (* 24. April 1913 in Dornbirn; † 9. Juni 1991 in Feldkirch) war ein österreichischer Politiker (FPÖ) und Konditormeister. Er war von 1964 bis 1969 Abgeordneter zum Vorarlberger Landtag. 

## Ausbildung und Beruf
Danner absolvierte die Volks- und Bürgerschule Dornbirn und eine Lehre als Konditor. Er arbeitete in seinem erlernten Beruf in verschiedenen Konditoreien und Hotels in Deutschland. Von seinem Kriegseinsatz im Zweiten Weltkrieg konnte er erst 1948 aus der Kriegsgefangenschaft zurückkehren. Er wurde danach 1948 Besitzer einer Konditorei und führte ab 1959 das Café Danner in Dornbirn. Des Weiteren war Danner von 1953 bis 1958 Fachlehrer an der Berufsschule.

## Politik und Funktionen
Danner trat der FPÖ bei und hatte innerparteilich das Amt des Stadtparteiobmanns der FPÖ Dornbirn inne. Er war von 1965 bis 1976 Mitglied des Landesparteivorstandes der FPÖ Vorarlberg und wirkte zudem als Mitglied der Landesparteileitung der FPÖ Vorarlberg. Ab 1965 war er zudem FPÖ-Landeskulturreferent. Danner wurde am 7. Mai 1960 als Mitglied der Stadtvertretung Dornbirn angelobt und gehörte dieser bis zum 30. April 1970 an. Vom 14. Mai 1985 bis zum 26. April 1990 war er Ersatzmitglied der Stadtvertretung. Auf Landesebene war er vom 29. Oktober 1964 bis zum 28. Oktober 1969 als Abgeordneter des Wahlbezirkes Feldkirch im Vorarlberger Landtag aktiv. 
Neben seinem beruflichen und politischen Engagement hatte Danner auch zahlreiche weitere Funktionen inne. So war er 
Mitbegründer und Vorstandsmitglied der Volksbank Dornbirn und in der Innung der Vorarlberger Konditoren aktiv, wo er von 1965 bis 1980 auch als Innungsmeister wirkte. Er war zudem in der Meisterprüfungskommission sowie der Gesellenprüfungskommission tätig, war an 1975 stellvertretender Bundesinnungsmeister und ab 1969 Kammerrat der Vorarlberger Handelskammer. Zudem war er Gründungsmitglied der Bodensee-Konditoreninnung, Vorstandsmitglied des Dornbirner Verkehrsvereins und Vorstandsmitglied des Ringes freiheitlicher Gewerbetreibender.

## Privates
Albert Danner wurde als Sohn des Bäckers Zeno Danner und dessen Gattin Rosa geboren. Sein Vater fiel im Ersten Weltkrieg bereits am 6. September 1914. Albert Danner heiratete am 6. Februar 1939 Ida Katharina Grabher-Mayer und wurde Vater von einem Sohn und zwei Töchtern, die zwischen 1939 und 1943 geboren wurden.

## Auszeichnungen
- Ernennung zum „Kommerzialrat“ (1972)
- Silberne Ehrenmedaille der Vorarlberger Handelskammer (1974)
- Goldene Ehrennadel der Bundesinnung der Konditoren (1977)
- Ehrenring der Bundesinnung der Konditoren (1980)
- Großes Verdienstzeichen des Landes Vorarlberg (1980)
- Große Silberne Ehrenmedaille der Vorarlberger Handelskammer (1981)